# Regatul Albaniei (1943–1944)
Regatul albanez (albaneză: Mbretnija Shqiptare, germană: Königreich Albanien) a existat ca stat independent de jure, între 1943 și 1944. Ca de obicei, numele de facto în majoritatea literaturii germane istorice și în documente este Großalbanien, uneori Gross-Albanien. Înainte de armistițiul dintre Italia și forțele aliate, Albania a fost sub control italian. După aceea, Germania a invadat Albania.

## Istorie
Germania Nazistă a invadat Albania pe 25 iulie 1943, pentru a "o proteja de o invazie aliată". La 8 septembrie, trupele italiene ce apărau Albania au capitulat. După aceea, armata germană a ocupat toată Albania cu numai două divizii.
Germanii au format "un guvern neutru", condus de organizația extremistă Balli Kombëtar. Ei au dat Albaniei autonomie sub ocupația trupelor naziste. Tot în  această perioadă, Balli Kombëtar⁠(en)[traduceți] a întreprins (cu sprijinul trupelor germane) mai multe campanii de expulzare și de exterminare a evreilor, sârbilor , grecilor și aromânilor .